# Pauline Peugniez
Pauline Peugniez (* 28. April 1890 in Amiens; † 1987 in Paris) war eine französische Malerin und Glasmalerin. Sie war eine Schülerin von Maurice Denis. Zwischen den beiden Weltkriegen trug sie mit ihren Bleiglasfenstern und Wandmalereien in Kirchen wesentlich zur Erneuerung der sakralen Kunst bei.

## Leben
Pauline Peugniez stammte aus einer bürgerlichen Familie, ihr Vater war Chirurg und der Vater ihrer Mutter war Notar. Nach dem Gymnasium studierte sie an der École des Beaux-Arts in Amiens und an der École des Beaux-Arts in Paris. Dort lernte sie ihren späteren Mann Jean Hébert-Stevens kennen, den Cousin des Architekten Robert Mallet-Stevens, den sie 1915 heiratete.
Während Pauline Peugniez ihre Ausbildung fortsetzte, wurde ihr Mann ein bekannter Glasmaler. Seine Bekanntschaft mit dem Dominikaner Marie Alain Couturier und die Beteiligung an den Ateliers d’art sacré, die 1919 von Maurice Denis und George Desvallières (1861–1950) gegründet worden waren, führten dazu, dass Pauline und ihr Ehemann vor allem Kirchenfenster schufen.
1923 richteten sie eine gemeinsame Werkstatt in der Rue de Bagneux in Paris ein. 1937 erhielten sie den Auftrag für Fenster im Kirchenschiff der Kathedrale Notre-Dame in Paris. Pauline Peugniez schuf auch Kartons für Teppiche, die in der Pariser Gobelin-Manufaktur und in der Teppichmanufaktur in Aubusson hergestellt wurden. Sie beteiligte sich an Ausstellungen der Société nationale des beaux-arts, des Salon des Tuileries und des Salon d’Automne (ab 1920).
Pauline Peugniez und ihr Ehemann arbeiteten intensiv mit Adeline Hébert-Stevens, der Schwester von Jean Hébert-Stevens, die mit Paul Bony verheiratet war, und mit Jacques Bony zusammen. Alle waren Glasmaler und, wie in der Kirche Saint-Medard in Paris, lässt sich nicht immer exakt feststellen, wer die Kartons zeichnete und wer an der Herstellung der Fenster beteiligt war.

## Werke (Auswahl)
- Wandmalerei in der Kirche Saint-Esprit in Paris (12. Arrondissement)
- Wandmalerei (Sakramente) in der Kirche Saint-Ferdinand-des-Ternes in Paris (17. Arrondissement)
- Fenster in der Kirche Saint-Valentin in Attenschwiller
- Fenster (Apsis) in der Kirche Notre-Dame-des-Missions in Épinay-sur-Seine
- Fenster in der Pfarrkirche in Hangard (Département Somme)
- Fenster in der Pfarrkirche in Nanteuil-le-Haudouin
- Fenster in der Pfarrkirche in Plaine
- Fenster in der Pfarrkirche in Le Plessier-Rozainvillers (Département Somme)
- Fenster in der Kirche Saint-Martin in Sondersdorf
- Fenster in der Abtei Saint-Pierre de Solesmes
- Fenster in der Pfarrkirche in Vouël (Gemeinde Tergnier), 1930
- Fenster in der Kathedrale Notre-Dame in Paris, um 1937
- Fenster in der Kirche Saint-Germain-de-Charonne in Paris (20. Arrondissement), um 1950
- Chorfenster in der Kirche von Varinfroy (Département Oise), 1954
- Fenster in der Kapelle Saint-Charles de la Croix-Saint-Simon in Paris (20. Arrondissement), um 1961